# Ansells Spitzmaus
Ansells Spitzmaus (Crocidura ansellorum) ist eine Spitzmausart aus der Gattung der Weißzahnspitzmäuse (Crocidura). Sie ist von den drei Typusexemplaren, die 1973 von William Frank Harding Ansells Sohn gesammelt wurden, und einem weiteren Exemplar bekannt, das wiederum von Donald G. Broadley aus dem Jahr 1990 stammt.

## Merkmale
Die Maß- und Merkmalsangaben sind nur von vier Exemplaren bekannt. Die Kopf-Rumpf-Länge beträgt 56 bis 64,9 mm, die Schwanzlänge 40,1 bis 51 mm, die Hinterfußlänge 10,5 bis 12 mm, die Ohrenlänge 7,5 bis 8 mm, das Gewicht 4,2 bis 5 g, die Schädellänge 16,8 bis 17,7 mm und die Schädelbreite 8 bis 8,4 mm. Die gesamte Länge der oberen Zahnreihe vom ersten Schneidezahn bis zum dritten Mahlzahn beträgt 7,2 bis 7,6 mm. Ansells Spitzmaus hat ein weiches Fell. Die Fellhaare sind circa 4 mm lang. Das Rückenfell ist dunkel schokoladenbraun. Das Bauchfell ist leicht graubraun verwaschen. Die Gliedmaßen und die Ohren sind dunkel schokoladenbraun. Die Schwanzlänge beträgt 80 Prozent der Kopf-Rumpf-Länge. Der graubraune Schwanz ist zu circa 51 Prozent behaart. Der Schädel ist breit und hoch gewölbt. Der obere Schneidezahn ist lang und gekrümmt. Der erste Eckzahn ist groß und zugespitzt. Der zweite und der dritte sind nahezu gleich groß. Alle drei Eckzähne haben gut entwickelte Randleisten. Der dritte obere Molar ist mittelgroß. Der Karyotyp und die Anzahl der Zitzen sind unbekannt. Die nächste Verwandten von Ansells Spitzmaus sind die Grosse graubraune Moschusspitzmaus (Crocidura luna) und Bottegos Spitzmaus (Crocidura bottegi).

## Verbreitung, Lebensraum und Lebensweise

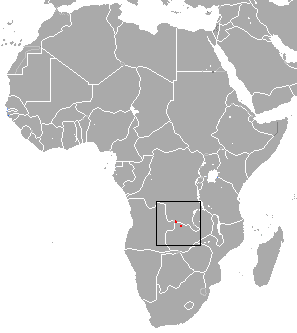
Verbreitungskarte von Ansells Spitzmaus

Ansells Spitzmaus ist im Ikelenge Pedicle im Mwinilunga Distrikt im Nordwesten von Sambia endemisch. Sie bewohnt Galeriewälder entlang von Fließgewässern. Ihre Lebensweise ist weitestgehend unerforscht.

## Nomenklatur
Die Erstbeschreibung erfolgte im März 1987 durch Rainer Hutterer und Nicolaas Jacobus Dippenaar zunächst unter dem Namen Crocidura anselli, womit William Frank Harding Ansell und sein Sohn geehrt wurden. Nach dem Internationalen Code der Zoologischen Nomenklatur von 1985 stellte der Ursprungsname jedoch eine inkorrekte Originalschreibweise dar. Da sich das Artepitheton jedoch auf zwei Personen (Vater und Sohn) bezieht, muss die Endung daher auf -orum lauten. Im Oktober 1987 veröffentlichten Hutterer und Dippenaar eine Korrektur, in der der wissenschaftliche Name auf Crocidura ansellorum geändert wurde.